# Lotyšská hokejová reprezentace do 20 let
Lotyšská hokejová reprezentace do 20 let je výběrem nejlepších lotyšských hráčů ledního hokeje v této věkové kategorii. Mužstvo bylo v roce 2017 pošesté účastníkem elitní skupiny juniorského mistrovství světa, ovšem sestoupilo do skupiny A I. divize. V roce 2022 bylo Lotyšsko mezinárodní hokejovou federací vráceno do elitní skupiny juniorského mistrovství světa, aby zastoupilo Rusko, které se turnaje od roku 2022 nemůže účastnit kvůli invazi na Ukrajinu.
Žádný Lotyš na MSJ nikdy nebyl oceněn žádným individuálním oceněním a historicky nejlepším umístěním týmu byla sedmá příčka z roku 2022.
Po rozpadu Sovětského svazu poprvé startovalo samostatné Lotyšsko v rámci mistrovství 1994, když si o rok dříve poprvé pokusilo zajistit v kvalifikaci místo ve skupině C šampionátu. Do té doby hráli nejlepší lotyšští hráči za sovětskou juniorskou reprezentaci.

## Účast v elitní skupiněmistrovství světa
| MS       | Místo konání                          | Umístění           | Soupiska |
| -------- | ------------------------------------- | ------------------ | -------- |
| MSJ 2006 | Kanada (Vancouver, Kelowna, Kamloops) | 9. místo (sestup)  | soupiska |
| MSJ 2009 | Kanada (Ottawa)                       | 8. místo           | soupiska |
| MSJ 2010 | Kanada (Saskatoon, Regina)            | 9. místo (sestup)  | soupiska |
| MSJ 2012 | Kanada (Calgary, Edmonton)            | 9. místo           | soupiska |
| MSJ 2013 | Rusko (Ufa)                           | 10. místo (sestup) | soupiska |
| MSJ 2017 | Kanada (Montreal, Toronto)            | 10. místo (sestup) |          |
| MSJ 2022 | Kanada (Edmonton, Red Deer)           | 7. místo           | soupiska |
| MSJ 2023 | Kanada (Halifax, Moncton)             | 9. místo           | soupiska |
| MSJ 2024 | Švédsko (Göteborg)                    | 8. místo           |          |
| MSJ 2025 | Kanada (Ottawa)                       | 7. místo           |          |

## Individuální rekordy na MSJ
(pouze elitní skupina)

### Celkové
Utkání: 12, sedmnáct hráčů
Góly: 10, Roberts Bukarts (2009, 2010)
Asistence: 8, Ronalds Cinks (2009, 2010)
Body: 13, Roberts Bukarts (2009, 2010)
Trestné minuty: 29, Guntis Galvins (2006) a Vitalijs Pavlovs (2009)
Vychytaná čistá konta: 1, Ugis Avotins (2006)
Vychytaná vítězství: 2, Nauris Enkuzens (2009)

### Za turnaj
Góly: 6, Roberts Bukarts (2010)
Asistence: 5, Ronalds Cinks (2010)
Body: 7, Roberts Jekimovs (2009) a Roberts Bukarts (2010)
Trestné minuty: 29, Guntis Galvins (2006) a Vitalijs Pavlovs (2009)
Vychytaná čistá konta: 1, Ugis Avotins (2006)
Vychytaná vítězství: 2, Nauris Enkuzens (2009)

## Souhrn výsledků v nižších divizích
Výběr byl v roce 1994 zařazen do C skupiny (viz výše). Zde při premiéře skončil druhý za Slovenskem a hned při druhé účasti si vybojoval postup do B skupiny(od roku 2000 označované jako I. divize), z které sestoupil pouze jednou v roce 2001. Čtyřikrát se Lotyšům naopak podařilo vybojovat si místo mezi elitou.
| - 1993, 1994 - kvalifikace o C skupinu (94 postup) - 1994 - 2. místo v C skupině - 1995 - 1. místo v C skupině (postup) - 1996 - 2. místo v B skupině - 1997 - 2. místo v B skupině - 1998 - 4. místo v B skupině - 1999 - 5. místo v B skupině - 2000 - 7. místo v B skupině - 2001 - 8. místo v I. divizi (sestup) - 2002 - 4. místo v II. divizi (postup díky rozšíření I. divize) - 2003 - 4. místo v jedné ze dvou skupin I. divize - 2004 - 4. místo v jedné ze dvou skupin I. divize | - 2005 - 1. místo v jedné ze dvou skupin I. divize (postup) - 2007 - 2. místo v jedné ze dvou skupin I. divize - 2008 - 1. místo v jedné ze dvou skupin I. divize (postup) - 2011 - 1. místo v jedné ze dvou skupin I. divize (postup) - 2014 - 2. místo v A skupině I. divize - 2015 - 3. místo v A skupině I. divize - 2016 - 1. místo v A skupině I. divize (postup) - 2018 - 2. místo v A skupině I. divize - 2019 - 4. místo v A skupině I. divize - 2020 - 2. místo v A skupině I. divize - 2021 - nižší divize zrušeny kvůli pandemii koronaviru |